# Methley
Methley es una localidad situada en el municipio metropolitano de la ciudad de Leeds, en el condado de Yorkshire del Oeste, Inglaterra (Reino Unido). Según el censo de 2011, tiene una población de 1184 habitantes.
Está ubicada cerca de la frontera con la región Noroeste de Inglaterra y de los montes Peninos.